# حكومة أرمينيا

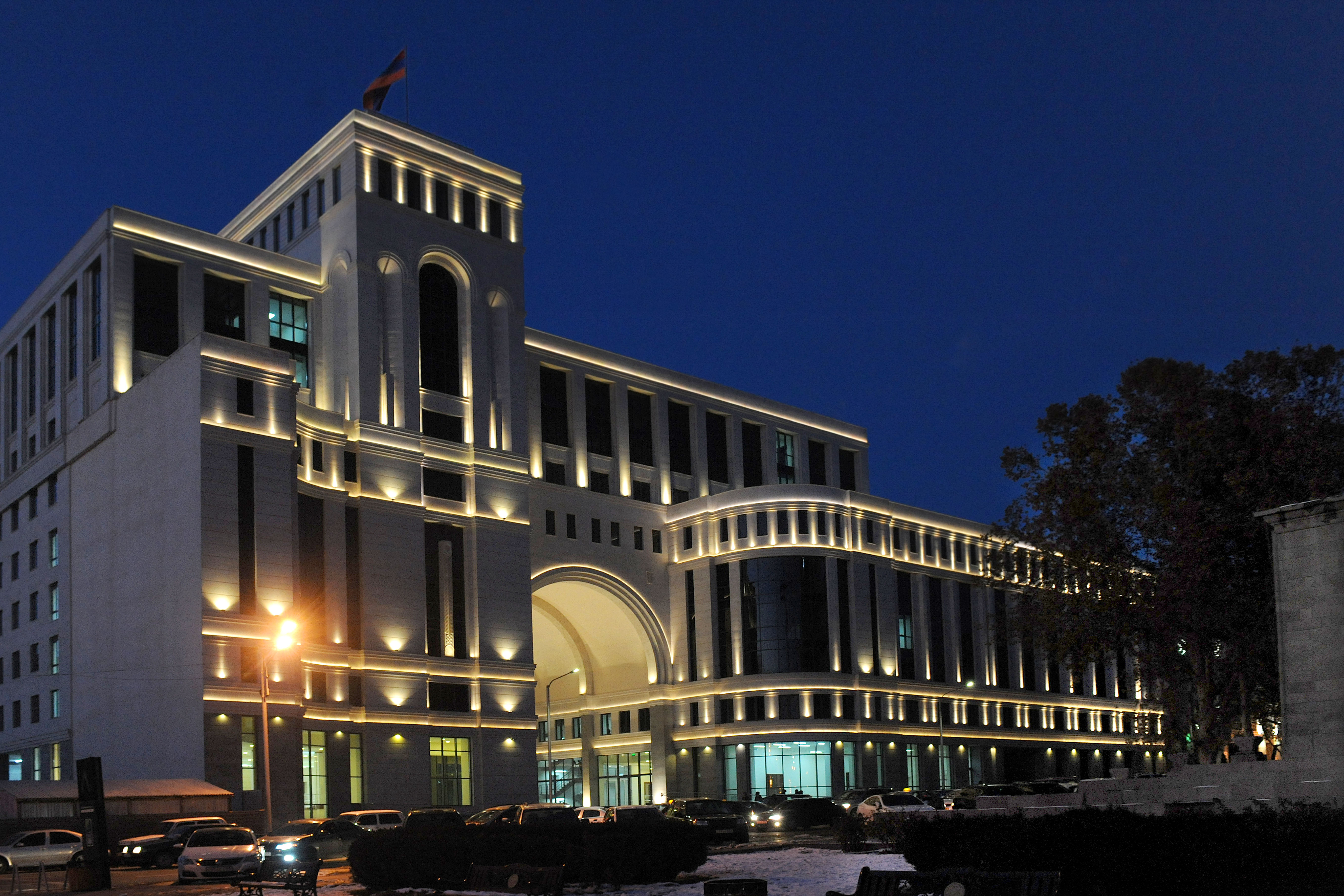
مبنى حكومي جديد يضم عدة وزارات

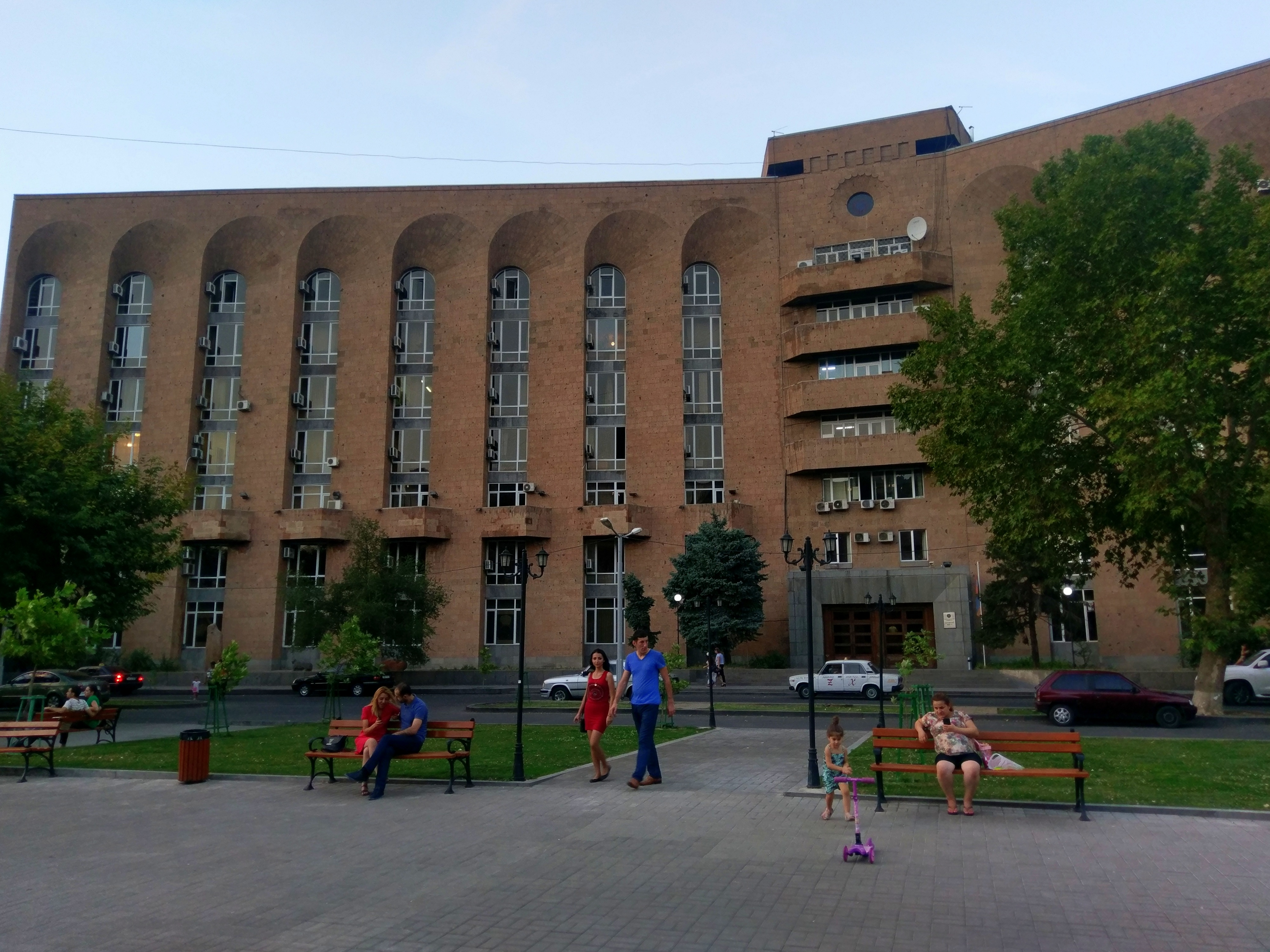
Gمبنى حكومي رقم 3 يضم عدة مصاعد

حكومة جمهورية أرمينيا(الأرمنية:Հայաստանի
Հանրապետության
```
Կառավարություն)أو 
السلطة التنفيذية للحكومة الأرمنية
 هي مجلس تنفيذي لوزراء الحكومة في 
أرمينيا
. وهو أحد الفروع الحكومية الرئيسية الثلاثة في أرمينيا ويرأسه رئيس وزراء أرمينيا.
```

## الحكومة الحالية
حكومة أرمينيا الحالية: هي واحدة من الحكومات النيابية بعد استقالة رئيس الوزراء نيكول باشينيني في 16 أكتوبر 2018 وقبول استقالته من قبل الرئيس أرمين سركيسيان

## التاريخ
سلطات الحكومة الممنوحة من قبل الدستور السابق (قبلت في عام 2005

### استقالة الحكومة وتشكيلها
بعد المادة 55 من الدستور الأرمني، يجب على رئيس الجمهورية قبول استقالة الحكومة في يوم:
1-الجلسة الأولى لجمعية الأمة المنتخبة حديثًا
2-افتراض رئيس المكتب من قبل رئيس الجمهورية
3-تعبير عن تصويت بحجب الثقة للحكومة
4-استقالة رئيس الوزراء
5-شاغر من منصب رئيس الوزراء
في وقت لاحق رئيس الوزراء يجب أن يعين من قبل رئيس الجمهورية. ينبغي أن يتمتع رئيس الوزراء المنتخب بثقة النواب الأغلبية وإذا كان هذا مستحيلاً ثقة أكبر عدد من النواب. يجب تعيين الوزراء في غضون 20 يومًا بعد تعيين رئيس الوزراء.
بعد هذه تعتبر الحكومة لتشكيلها. يجب أن يكون جميع الوزراء، بمن فيهم رئيس الوزراء، مواطنين في جمهورية أرمينيا. يجب أن يحدد هيكل الحكومة بموجب القانون فيما يتعلق بتوصية الحكومة. ويجب تحديد إجراء تنظيم عمليات الحكومة وغيرها من هيئات الإدارة العامة التابعة للحكومة بموجب مرسوم الرئيس عند تقديم رئيس الوزراء.

### حكام الإقليم
بناء على المادة 88.1 يتم تعيين المحافظين الإقليميين وفصلهم من خلال قرارات الحكومة ويتم التحقق من صحتها من قبل الرئيس. يجب على المحافظين الإقليميين متابعة السياسة الإقليمية للحكومة، وتنسيق أنشطة الخدمات الإقليمية للهيئات التنفيذية، باستثناء الحالات التي ينص عليها القانون.

#### القوى فيما يتعلق بالمبادرات التشريعية
للحكومة الحق في المبادرة التشريعية. وله الحق في تحديد تسلسل النقاش لمشروع تشريعه المقترح، ويمكنه أن يطالب بالتصويت فقط بتعديلات مقبولة عليه.
يجوز للحكومة أن تقدم اقتراحا بشأن الثقة في الحكومة بالاقتران مع اعتماد مشروع قانون تقترحه الحكومة.
إذا لم تطرح الحكومة مسألة تصويت الثقة في غضون أربع وعشرين ساعة بعدها، فإن ثلث العدد الإجمالي للنواب لا يقل عن ذلك، لا يقدم مشروع قرار بشأن الإعراب عن الثقة في الحكومة أو عدم اتخاذ قرار بشأن الإعراب عن عدم الثقة.
في الحكومة يتم تبنيها بأغلبية العدد الكلي للنواب يعتبر مشروع القانون الذي تقترحه الحكومة. ومع ذلك، لا يمكن للحكومة أن تضع الاقتراح على الثقة أكثر من مرتين في أي جلسة واحدة.

## رئيس الوزراء السابق
كان لكل فرع من ثلاث جمهوريات أرمنية؛
فرع تنفيذي في وقت وجودها كان يقوده رئيس وزراء.

## رؤساء الوزراء السابقين للجمهورية الثالثة
| نيكول باشينيان من 8 مايو - 16 أكتوبر، 2018 ، التمثيل | العقد المدني | رئيس الوزراء بالنيابة بعد استقالته في 16 أكتوبر 2018.     | -كارين كارابيتيان]] | 2016-2018 | الحزب الجمهوري في أرمينيا (RPA) | انظر حكومة Karapetyan للحصول على قائمة أعضاء مجلس الوزراء | - |
| هوفيك أبراهاميان                                     | 2014–2016    | RPA                                                       | رئيس مجلس جامعة ولاية الأرمنية للاقتصاد. حصل على الميدالية الأولى "للخدمات المقدمة للوطن الأم". منحت وسام "Mesrop Mashtots" لتقديم الخدمات لجمهورية أرتساخ. |           |                                 |                                                           |   |
| سيرج ساركسيان                                        | 2007–2008    | RPA, since 2007 the chairman of RPA                       | حصل على جائزة Battle Cross و Tigran the Great و Golden Eagle وغيرها من الجوائز الحكومية. حامل لقب Hero of Artsakh.He هو رئيس اتحاد الشطرنج الأرمني والمجلس الأكاديمي لجامعة يريفان الحكومية. رئيس الاتحاد الإقليمي منذ عام 2008. |           |                                 |                                                           |   |
| Andranik Margaryan                                   | 2000–2007    | RPA                                                       | Holder of Sourb Mesrop Mashtots Medal. Was decorated with V. Sargsyan and G. Nezhdeh medals of RA Ministry of Defense, V. Sargsyan order of the NEVU, Aram Manukian Medal of RA Police, F. Nansen Medal of Fridjof Nansen Foundation. Died from heart attack in 2007. |           |                                 |                                                           |   |
| Aram Sargsyan                                        | 1999–2000    | RPA, founded Republic Party                               | Member of Yerkrapah Volunteers Union |           |                                 |                                                           |   |
| فازكين سركسيان                                       | 1999         | Leader of RPA, Co-Chair of Unity Alliance                 | National Hero of Artsakh, national hero of the Republic of Armenia,holder of Golden Eagle Prose writer, member of former SU Writers’ Union, author of articles and books Holder of Armenian Komsomol’s Lenin award in literature |           |                                 |                                                           |   |
| Armen Darbinyan                                      | 1998–1999    | ---                                                       | Professor, RA NAS Corresponding Member, Doctor of Economics. |           |                                 |                                                           |   |
| روبرت كوتشاريان                                      | 1997–1998    | Non-party                                                 | RA president from 1998 to 2008.Holder of Gold Eagle Medal,Hero of Artsakh (NKR),Grigor Lusavorich order (NKR),Legion of Honor (France),Knight of Big Cross (Georgia),Order of Honor (IOC), Order of Vitautas the Great (Lithuania),Knight of Big Cross and White Eagle Order (Poland),Savior Order (Greece),Order of Lebanese Cedar (Lebanon) Awards. |           |                                 |                                                           |   |
| ارمين سركيسيان                                       | 1996–1997    | Non-party                                                 | Member of the International Institute of Strategic Research and the British Astronomical Society, Honorary member of the Pan-Armenian Academic and Scientific Society,Candidate of physical and mathematical sciences. Author of 51 scientific articles and 3 manuals on politics, theoretical physics, astrophysics and computer modeling. |           |                                 |                                                           |   |
| Hrant Bagratyan                                      | 1993–1995    | Chairman of Freedom Party of Armenia, ANC founding member | Academician of Russia’s Humanitarian Sciences Academy, Doctor of Economics and Philosophy 1995–“The men of the year” of ABI (American Biography Institute). 1998–“The men of the millennium” of UN and Cambridge Biography Center. 2005-Honorary Doctor of Yerevan State Economics Institute 2006-Independent journalists recognized him as the best economic public man of Armenia for the whole period of the independence. He has authored 7 books and 52 research papers. |           |                                 |                                                           |   |
| Khosrov Harutyunyan                                  | 1992–1993    | Chairman of Christian Democrat Party                      | 1996-1998–RA Government, senior adviser to the Prime Minister 1998-1999–RA National Assembly Speaker 1999-2000–RA Minister of Territorial Administration |           |                                 |                                                           |   |
| Gagik Harutyunyan                                    | 1991–1992    | Non-party                                                 | Professor, Doctor of Law, President of the Center of Constitutional Law of the Republic of Armenia, Coordinator of Emerging Democracy Constitutional Court Conference,Member of the International Academy of Information, International Constitutional Law Association Board Member,“Constitutional Justice” international bulletin’s editorial board chairman, Member of Yerevan State University Law Department’s Scientific Board,author of over 200 research works.       |           |                                 |                                                           |   |
| Vazgen Manukyan                                      | 1990–1991    | Founder, President of ADU                                 | Candidate of Physical and Mathematical Sciences, senior lecturer First chairman of AAM, Director of the Center of Strategic Studies. |           |                                 |                                                           |   |

## رئيس الوزراء السابق لجمهورية الاتحاد السوفياتي
كان الهيكل الحكومي للجمهورية الأرمنية السوفياتية مشابها لهيكلية الجمهوريات السوفيتية الأخرى. ورد ذكره في المادة 79 من دستور الولايات المتحدة "إن أعلى هيئة تنفيذية وإدارية لسلطة الدولة لجمهورية الاتحاد : هي مجلس مفوضي الشعب في جمهورية الاتحاد تم تشكيل المجلس من قبل السوفييت الأعلى لجمهورية الاتحاد، والذي كان الهيئة التشريعية الوحيدة في جمهورية الاتحاد وأعلى جهاز لسلطة الدولة.
تألف المجلس من المناصب التالية:
•رئيس
•نائب رئيس
•رئيس لجنة تخطيط الدولة
مفوضو الشعب من:
الصناعات الغذائية، الصناعة الخفيفة، الزراعة، التمويل، التجارة الداخلية، العدالة، التعليم، اقتصاد البلدية، الصحة العامة، إلخ.
•ممثل لجنة الأسهم الزراعية
•رئيس مجلس الآداب
•ممثل مفوضي الشرطة الشعبية
أصدر المجلس الأوامر والقرارات وأشرف على تنفيذها. كان المجلس مسؤولا ومساءلا أمام مجلس السوفيات الأعلى عن الاتحاد الجمهوري ولكن بين دورات الجمهوريات السوفيتية العليا، كان المجلس مسؤولا أمام هيئة رئاسة الاتحاد السوفياتي الأعلى نفسه. سيطر مجلس مفوضي الشعب على تلك الفروع من إدارة الدولة التي تدخل في اختصاص الاتحاد الجمهوري. وهو يصدر في حدود اختصاص مفوضي الشرطة الشعبية لكل منهم، الأوامر والتعليمات. وكان مجلس مفوضي الشعب في جمهورية الاتحاد إما من مفوضي الجمهورية أو الجمهوريين. كان الاتحاد الجمهوري يسيطر على فروع إدارة الدولة التي عهد بها إليهم وكانوا تابعين لكل من مجلس مفوضي الشعب للجمهورية الاتحادية وللمفوضين المختصين في الاتحاد الجمهوري للجمهوريات السوفيتية. أوكلت لهم ولكنها كانت تابعة فقط لمجلس مفوضي الشعب لجمهورية الاتحاد.
| الوزير الأول/رئيس            | السنة     | مكتب | معلومات أخرى |
| ---------------------------- | --------- | --- | ------------ |
| فلاديمير Margaryants         | 1989–1990 | V. اضطر Margaryants للتعامل مع إعادة إعمار منطقة الزلزال مثل سلفه. تم تعيينه كأول وزير على مدى اثني عشر وزيرا من المركز. |              |
| فادي سركسيان                 | 1977–1989 | خلال فترة ولاية فادي Sargsyan كان دائما في أراضي تدمير عام 1988 ، زلزال 7 ديسمبر. كان مسؤولا عن القضاء على نتائج الأضرار. |              |
| غريغور أرزومانيان            | 1972–1976 | تطورت الصناعة الإلكترونية الدقيقة والصناعات الغذائية الخفيفة بسرعة خلال فترة ولاية Grigor Arzumanyan. |              |
| بادال مراديان                | 1966–1972 | B. كانت فترة ولاية موراديان خلال "توقف" بريجنيف وكل ما كان يحدث في المركز تم تحويله في سلسلة من ردود الفعل إلى الجمهوريات التابعة. |              |
| انطون كوشينان                | 1952–1966 | قناة آربا سيفان الجوفية، تم بناء النصب التذكاري لضحايا الإبادة الجماعية خلال فترة انطون كوشينان. كانت فكرة بناء مترو في يريفان وقرار بناء المحطة الكهرومائية هي أيضاً A. Kochinyan. |              |
| Sahak Karapetyan             | 1947–1952 | During S. Karapetyan tenure the large immigration took place. In 1949 in the middle of Karapetyan’s tenure 12,000 Armenians were deported to Altai. |              |
| Aghasi Sargsyan              | 1943–1947 | Aghasi Sargsyan’s tenure was the most difficult one, as he was a prime minister/chairman during the World War II, but he was able to overcome that and move the country from that situation. |              |
| Aram Piruzyan                | 1937–1943 | Aram Piruzyan’s tenure was at the beginning of World War II and he was responsible for organizing the production of military products in factories. |              |
| Abraham Guloyan              | 1935–1937 | His tenure coincided with the saddest years of USSR, the beginning of violence, when the brightest individuals of USSR were “beheaded”, when the whole country became one traitor camp, when stones were being thrown at everyone and everything, otherwise you would be on the guillotine. Neither Guloyan was spared by the guillotine of person cult: he perished by Stalin’s order in 1937. |              |
| Sahak Ter-Gabrielyan         | 1928–1935 | Another Stalin’s violence victim was Sahak Ter-Bagrielyan. During his tenure several revolutions took place in villages and it was very difficult to govern country, but he was able to create several new industrial branches. |              |
| Sargis Hambardzumyan ‏        | 1925–1928 | The first and second hydroelectric stations were built during the tenure of S. Hambardzumyan. He also was Zangezur cooper mines heas till 1928. |              |
| Sargis Lukashin (Srapionyan) | 1922–1925 | Lukashin was the one who started to create a new economy in country. In 1923 he began the construction of hydro power plants, he built Hrazdan river hydro power plant, but the construction was ended the time when he was no longer the prime minister. |              |
| Alexandr Myasnikyan ‏         | 1921–1922 | Alexandr Myasnikyan was the first chairman of Soviet Armenia. Al. Tamanyan who was banished from Armenia returned during his tenure. Alexandr Myasnikyan died on the plane, while flying to Abkhazia, and there are opinions that it was a murder organized by Lavrenti Beria. |              |

## رؤساء الوزراء السابقين للجمهورية الأولى
في 30 مايو 1918 قرر الاتحاد الثوري الأرمني (ARF) أن أرمينيا يجب أن تكون جمهورية في ظل حكومة ائتلافية مؤقتة.
```
تقرر أن يكون للجمهورية دستورها ونظامها للحكم الذاتي.
```

كانت حكومة الجمهورية برئاسة رئيس الوزراء. تم اختياره من قبل المجلس الوطني لأرمينيا.
في وقت لاحق من رئيس الوزراء نفسه شكلت حكومته.
كان رئيس الوزراء مسؤولاً عن القضايا الدولية والمحلية والإقليمية. وأصبح أول رئيس وزراء هو هوفانيس كاتشازنوني الذي تتألف حكومته من خمسة أعضاء، جميعهم من الاتحاد الأفريقي. بالإضافة إلى ذلك، تم إنشاء وزارة الداخلية، وكان رأسها الأول أرام مانوكيان. كانت وزارة الداخلية مسؤولة عن المشاكل الداخلية. وتتمثل مسؤولياته الأساسية في إنشاء نظام المدارس العامة، ونظام السكك الحديدية، ونظم الاتصالات والتلغراف، كما أنها مسؤولة عن إنفاذ القانون والنظام. كل هذه المسؤوليات كانت تحت سيطرة إدارة معينة، أصبح كل منها وزارة منفصلة في وقت لاحق.
كان لرئيس الوزراء دور مباشر في القضايا الإقليمية والدولية. هاماسافس أوهانجيان، رئيس الوزراء الثالث، وأفيتيس أهرونيان غادر إلى برلين في محاولة لطمأنة العلاقات المتوترة بين تركيا وأرمينيا. للأسف، لم ينجح أي منهم في تحقيق هدفه.
| Prime Minister       | Years in office | Political party | Other information |
| -------------------- | --------------- | --------------- | --- |
| سيمون فراتسيان       | 11/1920-12/1920 | ARF             | The government headed by Simon Vratsyan had a short life (8 days). The government wanted to create a peaceful combination with neighbor countries and remove the country from the “whirlpool”. |
| Hamazasp Ohanjanyan ‏ | 05/1920-11/1920 | ARF             | During the tenure of Hamazasp Ohanjanyan in agriculture and state property industries the important work was done. The government also confirmed academic Al. Tamanyan’s and painter Kojoyan’s project of national coat of arms. On August 10 the Sèvres treaty was signed and was created a United Armenia, which was a dream of centuries.                                                                                           |
| Alexandr Khatisyan ‏  | 05/1919-05/1920 | ARF             | During 1919–1920 the government had problems with a favorable state loans creation, giving state assistance to working-class people, encouraging the entrance of private capital, use productive taxation mechanisms. Also the government decided not to solve problems with neighbors with the help of weapon. |
| Hovhannes Kajaznuni  | 07/1918-05.1919 | ARF             | The first prime minister of the First Republic of Armenia was Hovhannes Qajaznani/Igitghanyan. The economy at that time was in very difficult situation, there was no food, no transportation. The prime minister was sent to Europe and USA to find a solution of that problem. He was able to bring back three hundred thousand bags of flour, canned products and a lot of crops. He also was a victim of violence in Soviet Union. |